# Drømmen til Radioland
Drømmen til Radioland og dit pepperen gror is een toneelstuk van de Noor Thoralf Klouman.

## Toneelstuk
Drømmen til Radioland og dit pepperen gror is geschreven voor kinderen. Het haalde na de eerste voorstelling op 23 december 1925 nog eenendertig voorstellingen, maar raakte daarna in de vergetelheid. Klouman besteedde veel meer tijd aan zelf acteren, dan aan het schrijven (van toneelstukken). De voorstellingen vonden plaats in het Nationaltheatret van Oslo.

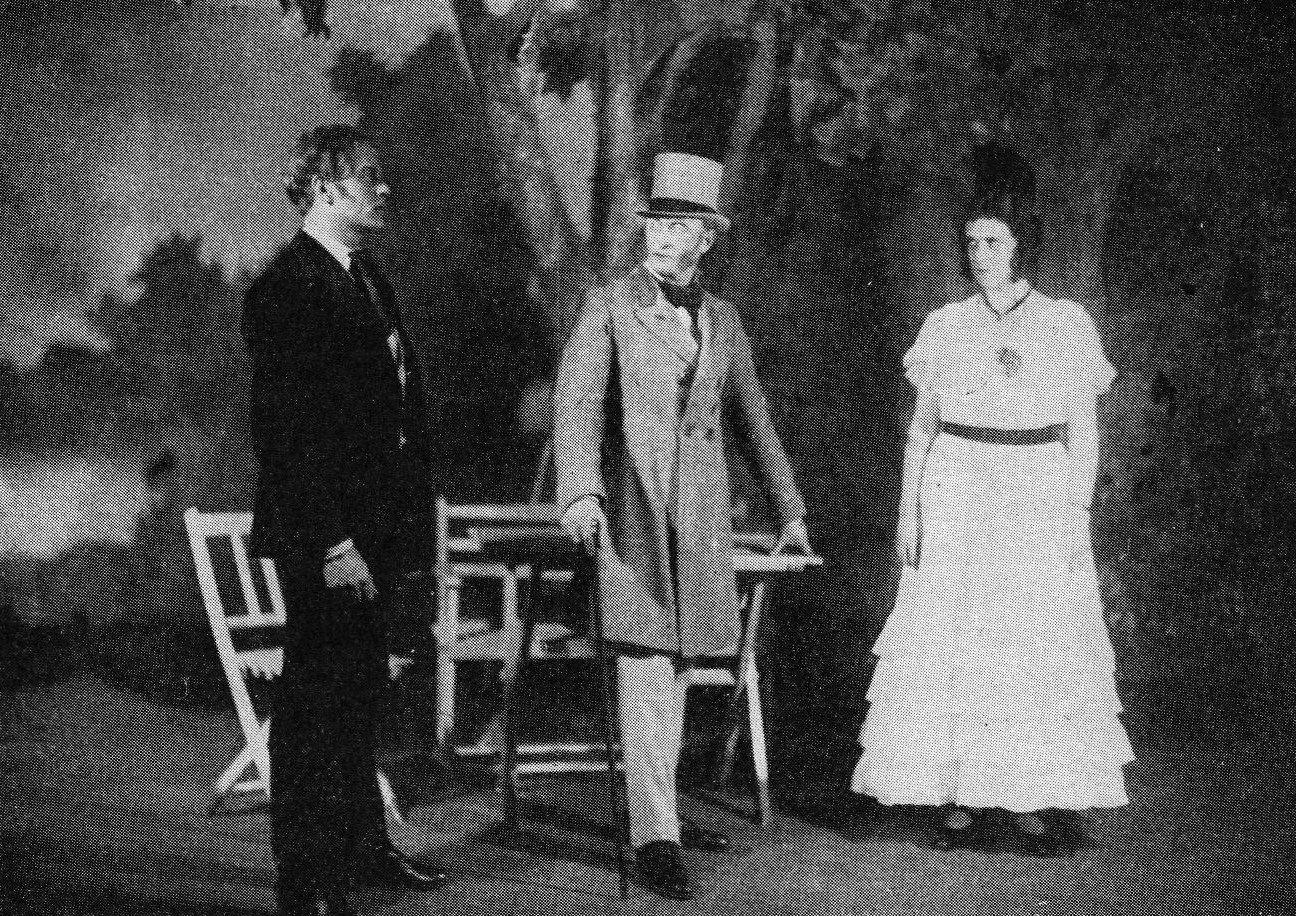
Klouman als acteur in het midden

## Muziek
Voor de bovengenoemde voorstellingen schreef Johan Halvorsen begeleidende muziek. Hij wilde kennelijk zijn inmiddels beroemde naam er niet aan verbinden, want hij schreef de muziek onder zijn pseudoniem Erik Berg. Het is na die voorstellingen in 1925/1926 nooit meer uitgevoerd. Een 64-bladzijden rijke partituur is in handen van den Staatbibliotheek van Noorwegen. 